# Karatzás
Karatzás är en ort i Grekland.   Den ligger i prefekturen Nomós Piraiós och regionen Attika, i den sydöstra delen av landet, 70 km sydväst om huvudstaden Aten. Karatzás ligger 283 meter över havet och antalet invånare är 287.
Terrängen runt Karatzás är kuperad västerut, men österut är den bergig.Runt Karatzás är det ganska glesbefolkat, med 22 invånare per kvadratkilometer. Närmaste större samhälle är Kranídi, 18,2 km söder om Karatzás. Trakten runt Karatzás består i huvudsak av gräsmarker.